# Epicoma rubricorpus
Epicoma rubricorpus är en fjärilsart som beskrevs av Swinhoe. Epicoma rubricorpus ingår i släktet Epicoma och familjen tandspinnare. Inga underarter finns listade i Catalogue of Life.